# العلاقة بين الرياضيات والفيزياء

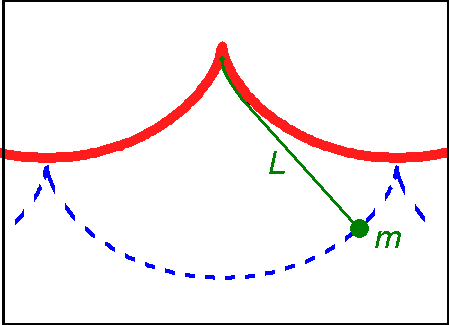
البندول الدويري متماثل الزمن، حقيقة اكتشفها وأثبتها كريستيان هوغنس في ظل افتراضات رياضية معينة.

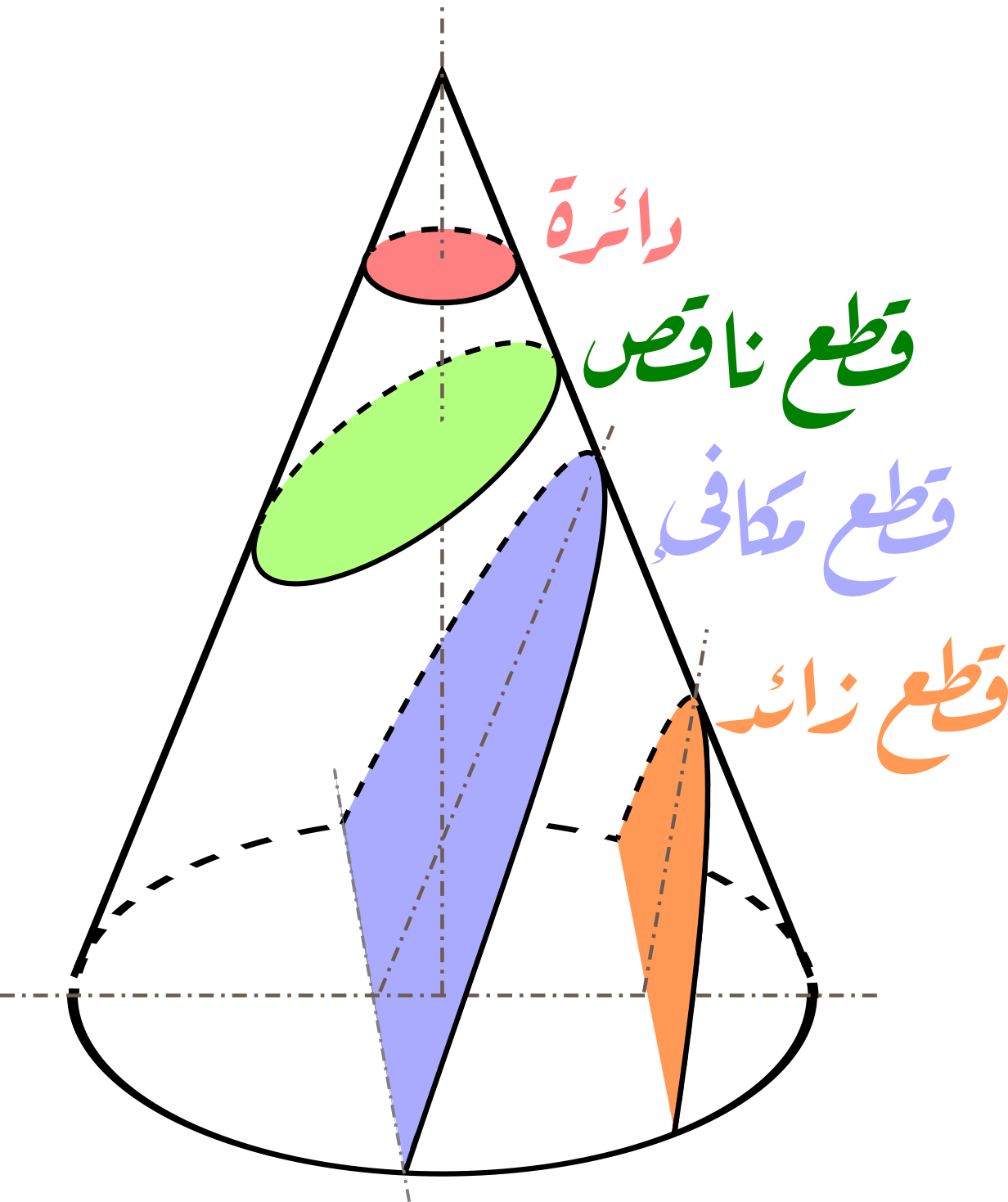
تم تطوير الرياضيات من قبل الحضارات القديمة من أجل التحدي الفكري والمتعة. والمثير للدهشة أن العديد من اكتشافاتهم لعبت لاحقًا أدوارًا بارزة في النظريات الفيزيائية، كما في حالة القطوع المخروطية في الميكانيكا السماوية.

كانت العلاقة بين الرياضيات والفيزياء موضوعًا لدراسة الفلاسفة والرياضيين والفيزيائيين منذ العصور القديمة، ومؤخراً أيضًا من قبل المؤرخين والتربويين. تعتبر بشكل عام علاقة حميمية كبيرة، وقد تم وصف الرياضيات بأنها «أداة أساسية للفيزياء» ووصفت الفيزياء بأنها «مصدر غني للإلهام والبصيرة في الرياضيات».
في عمله السماع الطبيعي، أحد الموضوعات التي عالجها أرسطو تدور حول كيفية اختلاف الدراسة التي أجراها علماء الرياضيات عن تلك التي قام بها علماء الفيزياء. يمكن العثور على الاعتبارات المتعلقة بكون الرياضيات لغة الطبيعة في أفكار الفيثاغورية: المعتقدات القائلة بأن «الأرقام تحكم العالم» و«كل شيء رقم»، وبعد ألفي عام عبر غاليليو غاليلي أيضًا: «كتاب الطبيعة مكتوب بلغة الرياضيات».
قبل تقديم دليل رياضي لصيغة حجم الكرة، استخدم أرخميدس التفكير المادي لاكتشاف الحل (تخيل موازنة الأجسام على مقياس). منذ القرن السابع عشر، ظهرت العديد من أهم التطورات في الرياضيات بدافع من دراسة الفيزياء، واستمر هذا في القرون التالية (على الرغم من أن الرياضيات في القرن التاسع عشر بدأت تصبح مستقلة بشكل متزايد عن الفيزياء). كان إنشاء حساب التفاضل والتكامل وتطويره مرتبطًا بقوة باحتياجات الفيزياء. كانت هناك حاجة إلى لغة رياضية جديدة للتعامل مع الديناميكيات الجديدة التي نشأت من عمل العلماء مثل غاليليو غاليلي وإسحاق نيوتن. خلال هذه الفترة كان هناك القليل من التمييز بين الفيزياء والرياضيات؛ كمثال، اعتبر نيوتن الهندسة كفرع من الميكانيكا. مع تقدم الوقت، بدأ استخدام الرياضيات المعقدة بشكل متزايد في الفيزياء. الوضع الحالي هو أن المعرفة الرياضية المستخدمة في الفيزياء أصبحت معقدة بشكل متزايد، كما هو الحال في نظرية الأوتار الفائقة.

## المسائل الفلسفية
فيما يلي بعض المسائل التي تم تناولها في فلسفة الرياضيات:
- شرح فاعلية الرياضيات في دراسة العالم المادي: «في هذه المرحلة، يظهر اللغز الذي أثار في جميع الأعمار العقول المستفسرة. كيف يمكن أن تكون الرياضيات، بعد كل شيء، نتاج الفكر البشري المستقل عن التجربة، هل هذا مناسب بشكل مثير للإعجاب لموضوعات الواقع؟» - ألبرت أينشتاين، في الهندسة والتجربة (1921).[19]
- تحديد مجال الرياضيات والفيزياء بوضوح: بالنسبة لبعض النتائج أو الاكتشافات، من الصعب تحديد المجال الذي ينتمون إليه: الرياضيات أو الفيزياء.[20]
- ما هي هندسة الفضاء المادي؟[21]
- ما هو أصل بديهيات الرياضيات؟[22]
- كيف تؤثر الرياضيات الموجودة بالفعل في إنشاء وتطوير النظريات الفيزيائية؟[23]
- هل الحساب تحليلي أم تركيبي؟ (من كانت، انظر التمييز التحليلي - التركيبي)[24]
- ما هو الاختلاف الجوهري بين إجراء تجربة فيزيائية لرؤية النتيجة وإجراء عملية حسابية لمعرفة النتيجة؟ (من مناظرة تورنغ - فيتغنشتاين)[25]
- هل تشير مبرهنات عدم الاكتمال لغودل إلى أن النظريات الفيزيائية ستكون دائمًا غير مكتملة؟ (من ستيفن هوكينج)[26][27]
- هل الرياضيات مخترعة أم مكتشفة؟ (سؤال عمره آلاف السنين، أثاره ماريو ليفيو من بين أمور أخرى)[28]

## التعليم
في الآونة الأخيرة، تم تدريس هذين التخصصين بشكل منفصل، على الرغم من جميع العلاقات المتبادلة بين الفيزياء والرياضيات. أدى ذلك إلى قيام بعض علماء الرياضيات المحترفين الذين كانوا مهتمين أيضًا بتعليم الرياضيات، مثل فيليكس كلاين وريتشارد كورنت وفلاديمير أرنولد وموريس كلاين، بالدعوة بقوة لتدريس الرياضيات بطريقة ترتبط ارتباطًا وثيقًا بالعلوم الفيزيائية.